# جون هيرزفيلد
جون هيرزفيلد (بالإنجليزية: John Herzfeld)‏ هو كاتب سيناريو ومنتج أفلام ومخرج وممثل أمريكي، ولد في القرن 20 في نيوآرك في الولايات المتحدة.

## أعمال

### أفلام
- (1974) أمنية الموت
- (1986) كوبرا[4]
- (1996) يومان في الوادي[5]
- (2019)  المهربون

## وصلات خارجية
- جون هيرزفيلد على موقع IMDb (الإنجليزية)
- جون هيرزفيلد على موقع ألو سيني (الفرنسية)
- جون هيرزفيلد على موقع أول موفي (الإنجليزية)
- جون هيرزفيلد على موقع بوكس أوفيس موجو (الإنجليزية)
- جون هيرزفيلد على موقع قاعدة بيانات الأفلام السويدية (السويدية)
- جون هيرزفيلد على موقع إن إن دي بي (الإنجليزية)
- جون هيرزفيلد على موقع قاعدة بيانات الفيلم (الإنجليزية)
- جون هيرزفيلد على موقع كينوبويسك (الروسية)